# مطار شاه أمانات الدولي
مطار شاه أمانات الدولي (إياتا: CHI، إيكاو: VGEG)(بالبنغالية: শাহ আমানত আন্তর্জাতিক বিমানবন্দর) أو مطار شيتاغونغ الدولي هو مطار دولي يخدم مدينة شيتاغونغ في جنوب شرق بنغلاديش . تشغل هيئة الطيران المدني في بنغلاديش المطار، وهو ثاني أكبر مطار دولي في بنغلاديش بعد مطار شاه جلال الدولي في دكا. سمّته حكومة بنغلاديش في 2 أبريل 2005 باسم الشيخ شاه أمانات. هو قادر على التعامل مع 1.5 مليون مسافر و 6000 طن من البضائع سنويًا. كما أنها قاعدة لمدرسة أريرانج للطيران.

## شركات الطيران

### الركاب
| شركـات طيـران              | الوجهات | Refs.         |
| -------------------------- | --- | ------------- |
| العربية للطيران            | مطار أبو ظبي الدولي، مطار الشارقة الدولي |               |
| Air Astra                  | مطار شاه جلال الدولي | [ 3 ]         |
| خطوط بيمان بنغلاديش الجوية | مطار أبو ظبي الدولي، مطار كوكس بازار، مطار شاه جلال الدولي، مطار حمد الدولي، مطار دبي الدولي، مطار الملك عبد العزيز الدولي، مطار جيسور، مطار الأمير محمد بن عبد العزيز الدولي، مطار مسقط الدولي، مطار الشارقة الدولي، مطار عثماني الدولي | [ 7 ] [ 8 ]   |
| فلاي دبي                   | مطار دبي الدولي | [ 9 ]         |
| خطوط هيمالايا الجوية       | مطار تريبوفان الدولي | [ 10 ]        |
| طيران الجزيرة              | مطار الكويت الدولي | [ 11 ]        |
| نوفو إير                   | مطار شاه جلال الدولي | [ 12 ]        |
| الطيران العماني            | مطار مسقط الدولي | [ 13 ]        |
| الخطوط الجوية القطرية      | مطار حمد الدولي (تبدأ 11 مارس 2024) | [ 14 ]        |
| طيران السلام               | مطار مسقط الدولي | [ 15 ]        |
| يو إس بنغلا للطيران        | مطار شاه جلال الدولي، مطار حمد الدولي، مطار جيسور، مطار نيتاجي سوبهاس شاندرا بوس الدولي، مطار مسقط الدولي، مطار سيدبور | [ 16 ] [ 17 ] |

### اللشحن
| شركـات طيـران   | الوجهات                                  | Refs.  |
| --------------- | ---------------------------------------- | ------ |
| الاتحاد للطيران | مطار أبو ظبي الدولي، مطار نوي باي الدولي | [ 18 ] |

## حوادث
26 شتنبر 2018: طائرة من طراز 800-737 لشركة يو إس بنغلا في رحلة من دكا إلى كوكس بازار، هبطت إضطرارياً بمطار شاه أمانات الدولي بعد أن علق الإطار الأمامي للطائرة. هبطت الطائرة فقط بالإطارين الخلفيين وتم إخلاء الركاب بأمان.